# Chains on You
A Chains on You (magyarul: Láncok rajtad) Athena Manoukian görög–örmény énekesnő dala, mellyel Örményországot képviselte volna a 2020-as Eurovíziós Dalfesztiválon, Rotterdamban. A dal a február 15-én , az örmény nemzeti döntőben, a Depi Evrateszilben megszerzett győzelemmel érdemelte ki a dalversenyen való indulás jogát.

## Eurovíziós Dalfesztivál
2020. január 28-án vált hivatalossá, hogy az énekesnő is résztvevője a Depi Evrateszil mezőnyének. A február 15-én rendezett döntőben a nemzeti- és nemzetközi zsűri és a nézők szavazatai alapján megnyerte a válogatóműsort, így ő képviselhette volna hazáját az Eurovíziós Dalfesztiválon. A dal új verzióját március 13-án mutatták be.
A dalt az Eurovíziós Dalfesztiválon az előzetes sorsolás alapján először a május 14-i második elődöntő második felében adták volna elő, azonban március 18-án az Európai Műsorsugárzók Uniója bejelentette, hogy 2020-ban nem tudják megrendezni a versenyt a COVID–19-koronavírus-világjárvány miatt.
Az ország a következő évben a 2020-as hegyi-karabahi háború, és az azt övező belpolitikai válság miatt nem indult, az ezt követő évben pedig az énekesnő nem kapott újabb lehetőséget a műsorszolgáltatótól, hogy képviselje hazáját.
A következő örmény induló Rosa Linn Snap című dala volt a 2022-es Eurovíziós Dalfesztiválon.

## A dal háttere
Az énekesnő a dallal arra ösztönöz, hogy ragaszkodjunk álmainkhoz és tehetségünkhöz, még akkor is, ha mások megpróbálják lerombolni azt.
Néha vannak, akik megpróbálják elvenni tőlünk ezeket a gyémántokat, ezért éneklem azt, hogy rajtad tartom a gyémántjaimat, a gyémántok rajtam ragyognak. Ez azért van, mert a gyémántok csak ránk ragyoghatnak, ezt soha ne felejtsük el. Röviden, ha valaki megpróbálhatja ellopni az ékszereidet, a fény attól még vissza fog térni hozzád, ha hiszed.

## Dalszöveg
| Chains on, chains on you I'ma put them, boy Chains on, chains on you I'ma put them, boy Chains on, chains on you – A dal refrénje | A láncok, a láncok rajtad Rád fogom rakni őket, srác A láncok, a láncok rajtad Rád fogom rakni őket, srác A láncok, a láncok rajtad – A dal refrénje magyarul |